# Okręty podwodne typu 091
Okręty podwodne typu 091 (Kod NATO - Klasa „Han”) – grupa pięciu pierwszych chińskich okrętów podwodnych z napędem jądrowym budowanych w latach 1970-1990 dla Marynarki Wojennej Chińskiej Armii Ludowo-Wyzwoleńczej. 
Pierwszy z pięciu okrętów tego typu, o numerze burtowym 401 (Pennant Number), został wodowany w 1970 roku, a przyjęty do służby w Marynarce Wojennej Chińskiej Armii Ludowo-Wyzwoleńczej w 1974 roku. Drugi o numerze bocznym 402 został wodowany w 1977 roku, a przyjęty do służby w 1980 roku. Obie jednostki miały problemy z dopuszczalnym poziomem promieniowania i zostały wycofane ze służby na początku XXI wieku. Konstrukcja kolejnych trzech została zmieniona, wyeliminowano m.in. problemy z izolacją reaktora, zmieniono konstrukcję kadłuba, który został wydłużony z 98 do 106 metrów. Ostatnia jednostka tego typu została wodowana w 1990 roku i przyjęta do służby rok później.
Cechami rozpoznawczymi okrętów są: charakterystyczny wysoki ster kierunkowy oraz kiosk umieszczony w przedniej części kadłuba, za którym znajdują się wyrzutnie przeciwokrętowych pocisków rakietowych Ying Ji.
Uzbrojenie okrętów składa się z 18 torped o kalibrze 533 mm, które występują w różnych kombinacjach ilościowych torped typu Yu-3 (SET-65E) i Yu-1 (63-51). Zamiennie okręty mogą zabierać 36 min morskich.